# Пакстон (Калифорнија)
Пакстон (енгл. Paxton) насељено је место без административног статуса у америчкој савезној држави Калифорнија.

## Демографија
По попису из 2010. године број становника је 14, што је 7 (-33,3%) становника мање него 2000. године.
| Група             | 2000.      | 2010.      |
| Белци             | 18 (85,7%) | 10 (71,4%) |
| Афроамериканци    | 0 (0,0%)   | 0 (0,0%)   |
| Азијати           | 0 (0,0%)   | 0 (0,0%)   |
| Хиспаноамериканци | 2 (9,5%)   | 4 (28,6%)  |
| Укупно            | 21         | 14         |